# Руммикуб
Руммикуб — настольная игра для двух-четырёх игроков.

## История
Руммикуб был изобретен Эфраимом Хертцано, евреем румынского происхождения, который эмигрировал в Израиль после Второй мировой войны. Первую игру он смастерил у себя на заднем дворе дома. Игра сочетает в себе элементы рамми, домино, карт и маджонга. Хертцано продал свою игру в маленький магазинчик. Годом изобретения игры считается 1950 год. Спустя годы его семья получила лицензию в других странах. В 1977 она стала игрой-бестселлером в США. Сейчас компанией управляет сын Эфраима - Миха Херцано, который в 2025 году празднует 80-ти летний юбилей.

## Что нужно для игры

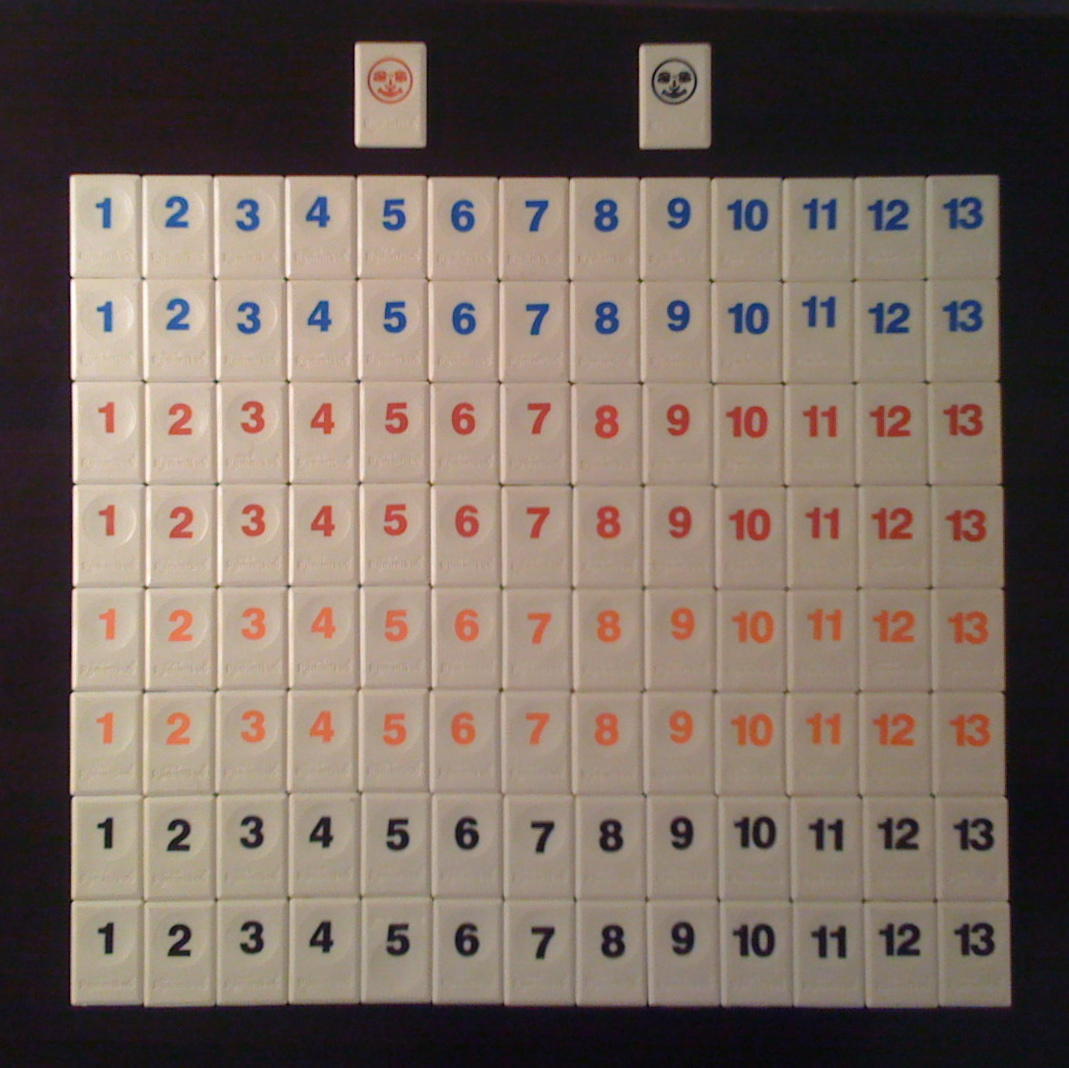
The 106 Rummikub tiles

Руммикуб состоит из 106 фишек, содержащих 104 числа и двух джокеров. На числовых фишках нанесены числа от 1 до 13 четырёх цветов (чёрный, красный, синий, оранжевый). Каждая комбинация числа и цвета повторяется два раза. Игроки имеют подставку для фишек, чтобы остальные игроки не видели их (подобно игре Скрэббл).
В Руммикуб можно также играть двумя колодами по 52 обычных карты с двумя джокерами. Числовые карты имеют значение от 2 до 10, валет - 11, дама - 12, король - 13, туз - 1. Целесообразно иметь карты небольшого размера, так как места на столе для игры необходимо много. Но картами играть неудобно, поскольку их надо часто перемещать на столе, а они плоские и быстро изнашиваются.

## Подготовка
Разложите все фишки на столе лицевой стороной вниз и тщательно смешайте. Каждый игрок берет одну фишку. Игрок, вытянувший фишку с наибольшим числом, начинает игру. Далее ход переходит по часовой стрелке. Верните фишки обратно на стол и снова перемешайте. Каждый игрок берет 14 фишек и раскладывает у себя на подставке в «ряды» и «группы». Оставшиеся на столе фишки являются банком.

## Игра
«Группа» — это набор трёх или четырёх фишек с одинаковым числом, но разного цвета. Например: чёрный 7, красный 7, синий 7, оранжевый 7. 

«Ряд» — это набор трёх и более последовательных чисел одного цвета. Например: чёрные 3 4 5 6.

Игроки должны разместить группы и ряды фишек общим числом 30 и более (для этого нужно сложить все числа) в качестве первого хода. Если игрок не может сделать этот ход, он берет ещё одну фишку из банка и ход переходит к следующему игроку. В течение первого хода группы и ряды нельзя перемещать или добавлять фишки из оставшихся в подставке к имеющимся на столе. 
Игра на время : Время для осуществления одного хода ограничено одной минутой. Если в течение минуты игрок не смог выложить и переместить фишки, они должны быть возвращены в исходное положение, а игрок получает из банка 3 фишки в качестве штрафа. Если остались фишки, положение которых не удается вспомнить, их необходимо вернуть в банк.

Игроки стараются выложить как можно больше фишек на игровое поле (общее), перераспределяя группы и ряды или добавляя фишки к уже имеющимся группам и рядам. Группы можно перемещать множеством различных способов. В конце каждого раунда должны оставаться только связанные группы и ряды. Отдельно лежащих фишек на игровом поле оставаться не должно.

Джокер

Джокер может заменять собой любую фишку. Джокера из группы может забрать игрок, который сможет заменить его фишкой с числом и цветом, необходимом в этой группе или в этом ряду. Фишка, используемая для замены Джокера, может быть взята как из подставки игрока, так и из фишек на столе. В случае если на столе выложена группа из 3 фишек, Джокер можно заменить фишкой любого недостающего цвета. Если игрок заменил Джокер фишкой, он должен использовать Джокер в течение того же хода в роли фишки для новой группы или ряда. Джокер может быть использован в течение первого хода. В группу, содержащую Джокер, можно добавлять фишки, её можно разделять и убирать из неё фишки, таким образом разложив фишки по комбинациям на столе и высвободив Джокер. Если Джокер остается в подставке игрока в конце игры, игрок получает тридцать штрафных очков.

## Победитель
Побеждает игрок первым избавившийся от всех фишек на своей подставке.

## Подсчет очков
После того, как кто-либо из игроков выложил все свои фишки, остальные игроки складывают числа на оставшихся у них на руках фишках. Сумма чисел для каждого проигравшего игрока является для каждого из них отрицательной суммой.

Сумма чисел ВСЕХ игроков является положительной суммой, которую получает победитель. Завершив серию игр, каждый игрок суммирует все свои отрицательные и положительные суммы, таким образом, получая итоговую сумму очков. Побеждает игрок, набравший наибольшее количество очков. 

В редких случаях, когда фишки в банке заканчиваются раньше, чем один из игроков выкладывает все свои фишки, игроки делают ещё один дополнительный ход. После этого хода побеждает игрок с наименьшей суммой на оставшихся у него фишках. Каждый проигравший игрок суммирует все числа на своих фишках, и вычитает свой результат из суммы победителя. Результат будет отрицательной суммой для этого игрока. Сумма результатов проигравших игроков засчитывается победителю в качестве положительной суммы.

## Награды
Руммикуб получил награды: 

Best selling game of 1977 — США

Game of the year 1980 — Германия

Game of the year 1983 — Нидерланды

Game of the year 1990 — Испания

Game of the year 1993 — Польша

Best Game Award 2005 — Южная Корея

## Чемпионаты мира
После смерти изобретателя игры Эфраима Хертцано, начиная с 1991 года, каждые 3 года начали проводиться чемпионаты мира. Первый прошёл в Израиле в 1991 году. Далее каждые 3 года в разных точках мира собирались чемпионы своих стран на соревнования.
| Чемпионат                                             | Чемпион                             | 2 место                       | 3 место                             | 4 место                         |
| ----------------------------------------------------- | ----------------------------------- | ----------------------------- | ----------------------------------- | ------------------------------- |
| 1st Championship – 1991 Jerusalem (Israel)            | Masato Kuwabara (Japan)             | unknown (Germany)             | unknown (Canada)                    | unknown                         |
| 2nd Championship – 1994 Cruise on the Rhine           | Nehad Zahran (Egypt)                | Elaine Besen (Brasil)         | Julia Nedden (Germany)              | Masato Kuwabara (Japan)         |
| 3rd Championship – 1997 London (Great Britain)        | Peter Mentzij (The Netherlands)     | Alexandra Erkinger (Austria)  | Shirley Sisepi Fraser (New Zealand) | unknown (USA)                   |
| 4th Championship – 2000 Paris (France)                | Carla van Perlo (The Netherlands)   | Hagit Gabbay (Israel)         | Masato Kuwabara (Japan)             | Dominika Zakrzewka (Poland)     |
| 5th Championship – 2003 St. Moritz (Switzerland)      | Masato Kuwabara (Japan)             | Raelene Cannan (New Zealand)  | Dominika Zakrzewka (Poland)         | Taehwan Kim (South Korea)       |
| 6th Championship – 2006 Maastricht (The Netherlands)  | Jaqueline Beekman (The Netherlands) | Lee Chui Sueng (South Korea)  | Anna Ekman (Sweden)                 | Nadia Roditi (Greece)           |
| 7th Championship – 2009 Marbella (Spain)              | Andrea Papazissis (Brasil)          | Yoon Jeong Cho (South Korea)  | Yau Ki Wing (Hong Kong)             | Tomomi Kanbegawa (Japan)        |
| 8th Championship – 2012 Taormina, Sicily (Italy)      | Matthijs Delvers (The Netherlands)  | John Verfaillie (Belgium)     | Karen Aiello (Online, USA)          | Ana Filipa Silva (Portugal)     |
| 9th Championship – 2015 Berlin (Germany)              | Kozo Saito (Japan)                  | Seung Hyun Park (South Korea) | Filipa Donaldson (Slovakia)         | Peter Mentzij (The Netherlands) |
| 10th Championship – 2018 Jerusalem, Tel-Aviv (Israel) | Kohei Numajiri (Japan)              | Sasha Erlich (Israel)         | Matthijs Delvers (The Netherlands)  | Kinga Rutkowska (Poland)        |
| 11th Championship – 2024 Gdansk (Poland)              | Máté Lechner (Hungary)              | Chun Ying Wu (Taiwan)         | Evgeni Shapiro (Israel)             | Marc Tastet (France)            |
| 12th Championship – 2027 To be announced              |                                     |                               |                                     |                                 |

## В России
В России уже давно существует Клуб любителей настольной игры Руммикуб, который проводит турниры, как очные, так и онлайн серии в течение всего года. В российском руммикубном сообществе есть чаты по городам, где игроки находят друг друга, общаются и договариваются о встречах.

## Похожие игры
Термины, игровой процесс и правила игры Руммикуб похожи на турецкую игру Okey.